# 1138 هـ
1138 هـ هي سنة في التقويم الهجري امتدت مقابلةً في التقويم الميلادي بين سنتي 1725 و1726.

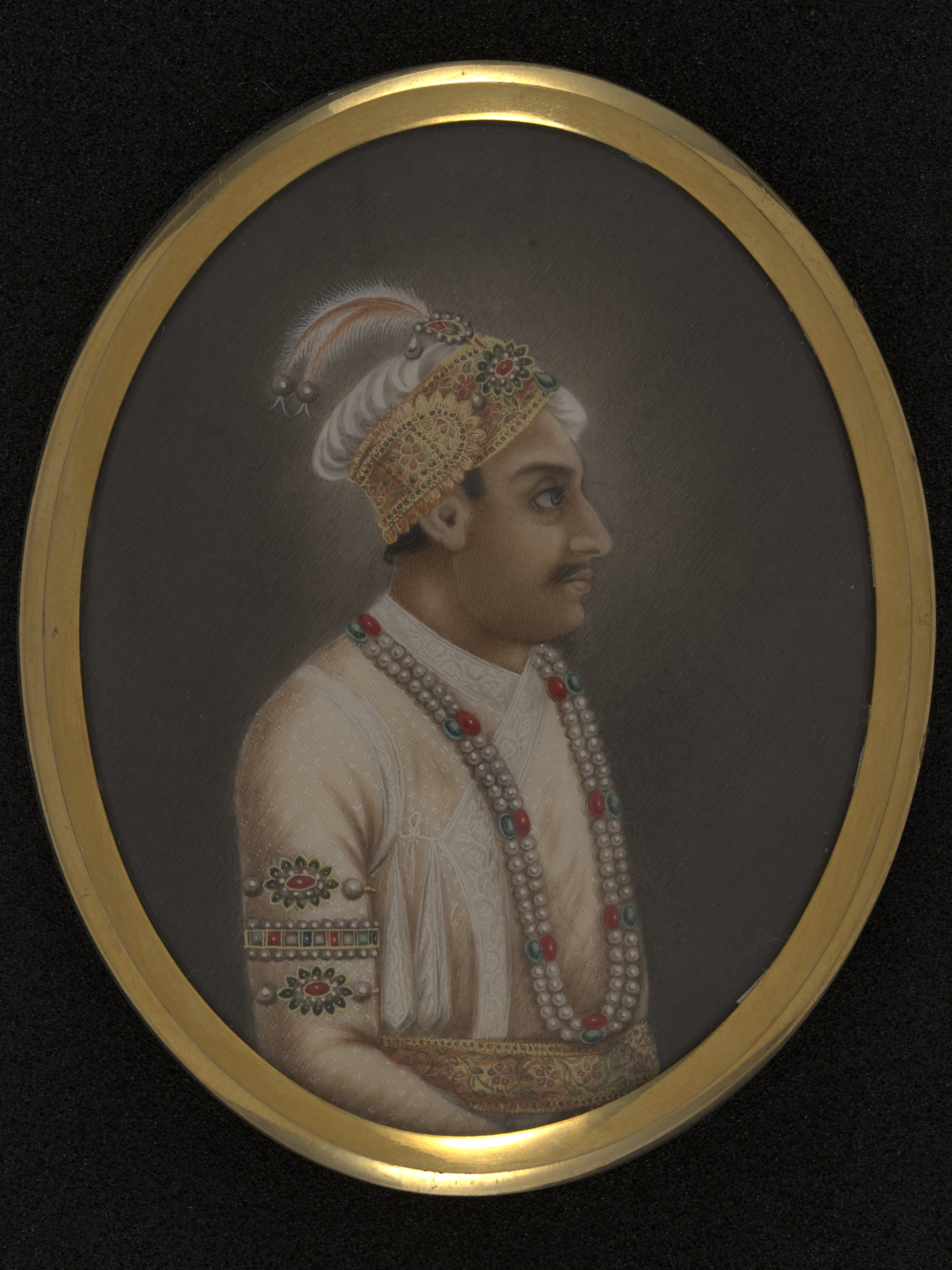
أحمد شاه بهادر

## مواليد
- أحمد شاه بهادر

## وفيات
- أبو الحسن الفتوني
- أحمد برناز
- محمد زيتونة